# Homalomena picturata
Homalomena picturata là một loài thực vật có hoa trong họ Ráy (Araceae). Loài này được (Linden & André) Regel mô tả khoa học đầu tiên năm 1877.